# Jean-Simon Berthélemy
Jean-Simon Berthélemy (n. 5 martie 1743, Laon, Crown lands of France⁠(d), Regatul Franței – d. 1 martie 1811, Paris, Primul Imperiu Francez) a fost un pictor francez de subiecte istorice care a fost însărcinat să picteze tavane alegorice pentru Palatul Luvru, Palais du Luxembourg și alte palate,  într-o manieră conservatoare în stil barocului târziu-rococo influențat cumva de neoclasicism.

## Biografie

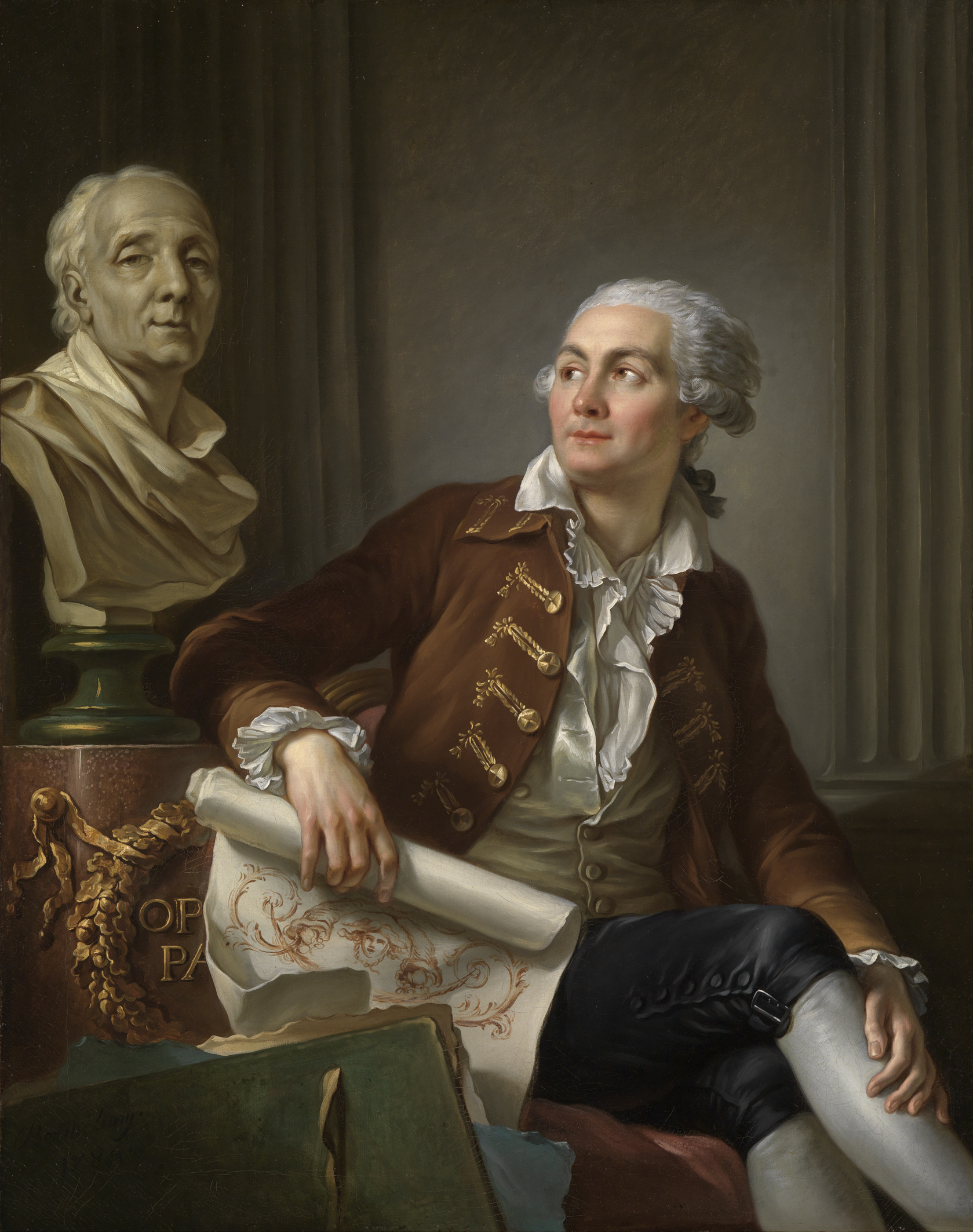
Bustul lui Denis Diderot și un tânăr

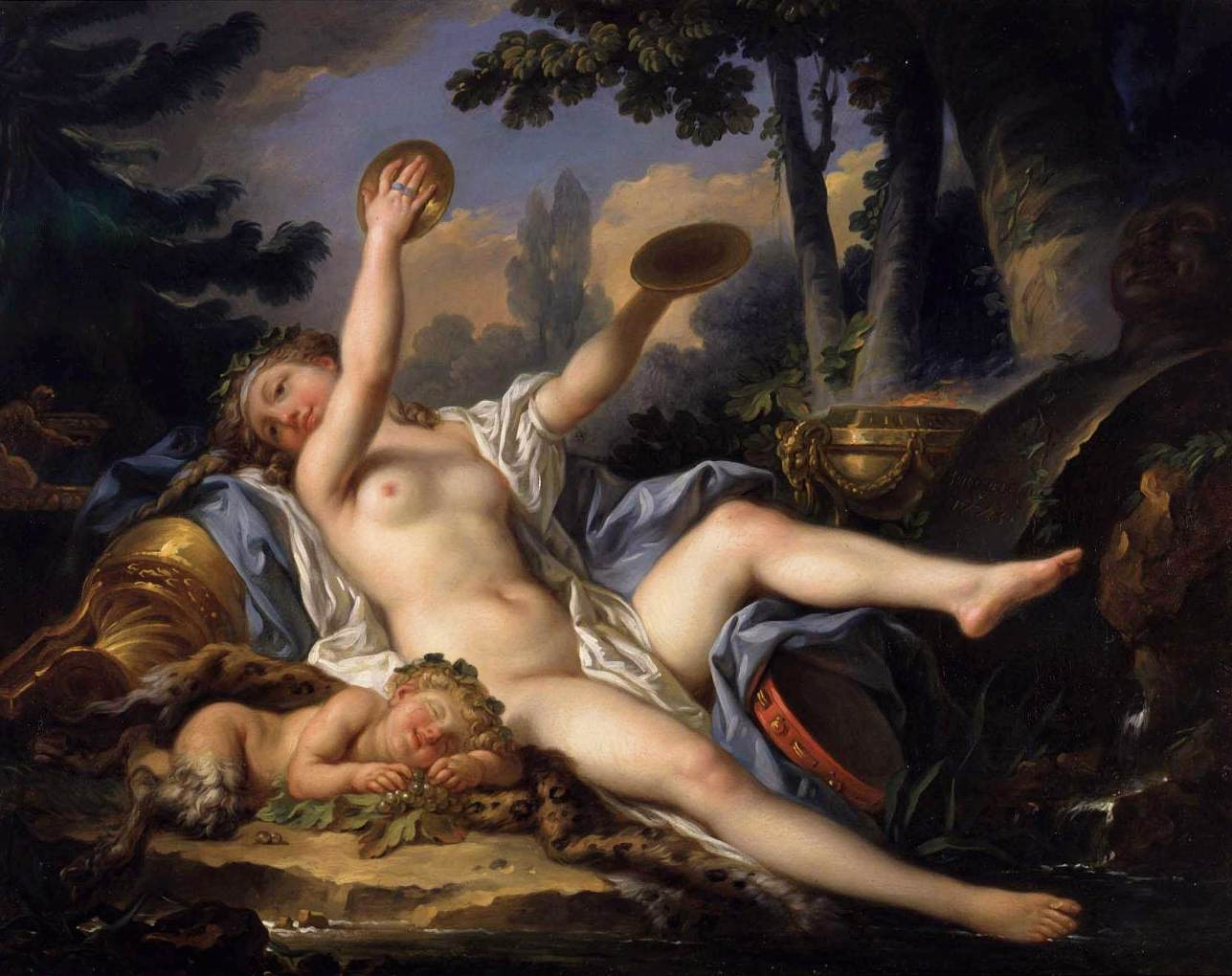
Bacchante culcată cântând la talgere

Berthélemy s-a născut în Laon, Aisne, ca fiu al unui sculptor, Jean-Joseph Berthélemy. S-a pregătit în atelierul lui Noël Hallé⁠(d), profesor la Académie royale de peinture et de sculpture⁠(d) și și-a făcut debutul în anii 1760; după ce a ajuns pe locul doi în 1763, a câștigat Prix de Rome al Académiei în 1767. O comandă timpurie a fost pentru o suită de picturi decorative sub conducerea arhitectului Jean-Gabriel Legendre pentru Hôtel de l'Intendance de Champagne din Châlons-sur-Marne, dintre care artistul a finalizat doar șase uși exterioare, multe dintre ele în maniera lui François Boucher, și a dat  restul comenzii unui coleg de la Académie.
Maestrul lui Berthélemy, Hallé, a furnizat caricaturi pentru fabricarea de tapiserii regale la Fabrica de Goblenuri, unde a fost numit inspector în 1770; Berthélemy a fost chemat să realizeze caricaturi și pentru țesători. Moartea lui Etienne Marcel (1783, expusă la École de Chirurgie⁠(d)) a cărei schiță în ulei a supraviețuit, a fost țesută în seria Histoire de France. 

## Carieră
Berthélemy a fost un pictor apreciat în vremea sa, ales să se alăture anturajului care însoțea campania lui Napoleon în Italia, unde s-a numărat printre experții cărora le-a fost încredințată sarcina de a selecta operele de artă pentru a fi transferate la Paris în condițiile Tratatului de la Tolentino, din februarie 1797. A murit la Paris. Când două monografii despre Berthélemy au fost publicate în 1979, Philip Conisbee⁠(d), revizuindu-le în The Burlington Magazine, a observat sec: „Două monografii despre Berthélemy sunt exagerate pentru un pictor despre care s-ar fi putut realiza un singur articol substanțial. Sistemul academic francez de educație artistică din secolul al XVIII-lea, susținut de stimulul patronajului bisericesc și al statului, era atât de eficient și riguros încât chiar și un talent mediu putea fi suficient condiționat pentru a produce o serie de picturi de istorie decente, care uneori sunt capodopere minore”.

Paintings
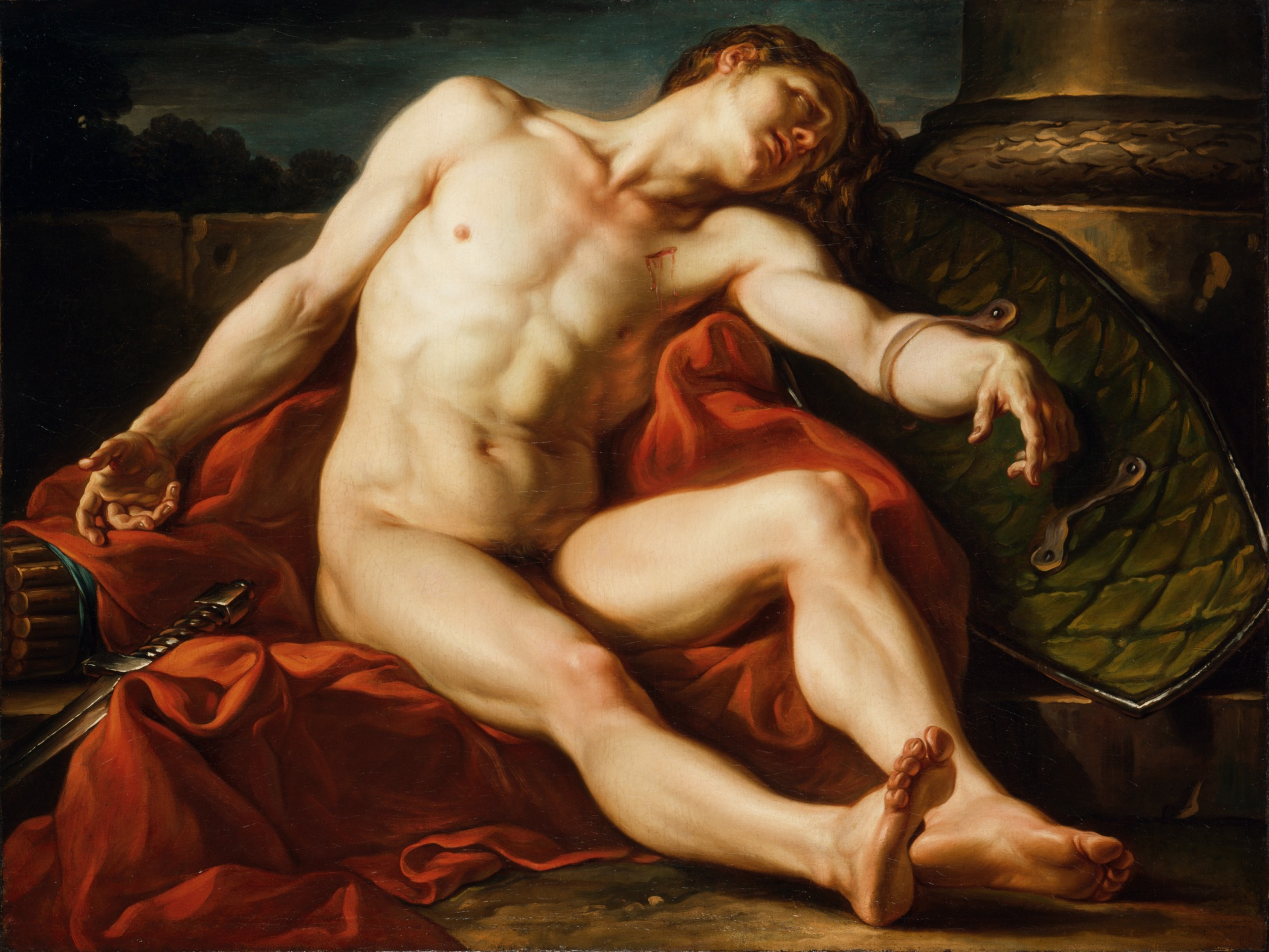
Gladiator
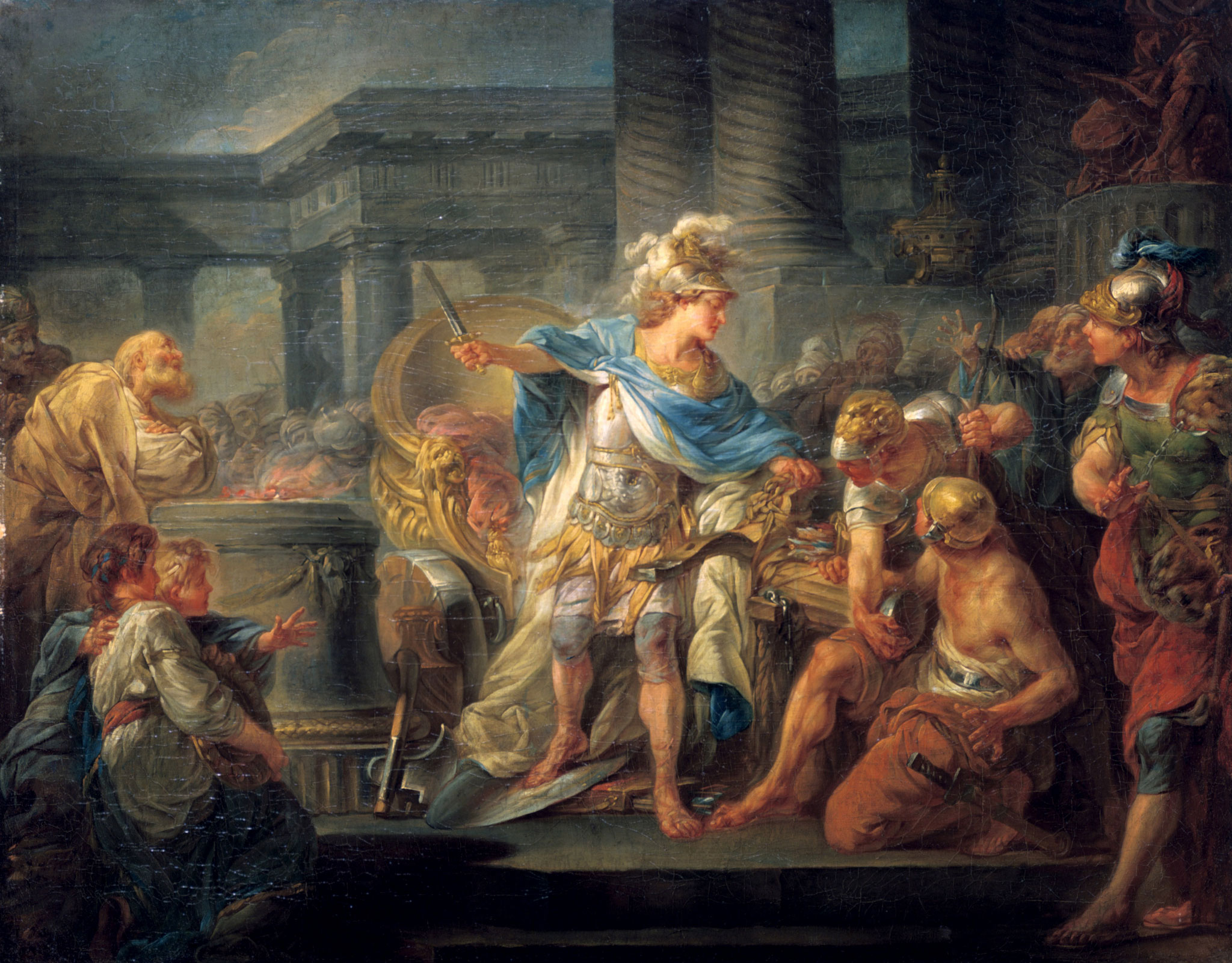
Alexandru tărind nodul gordian ( École des Beaux-Arts, Paris)
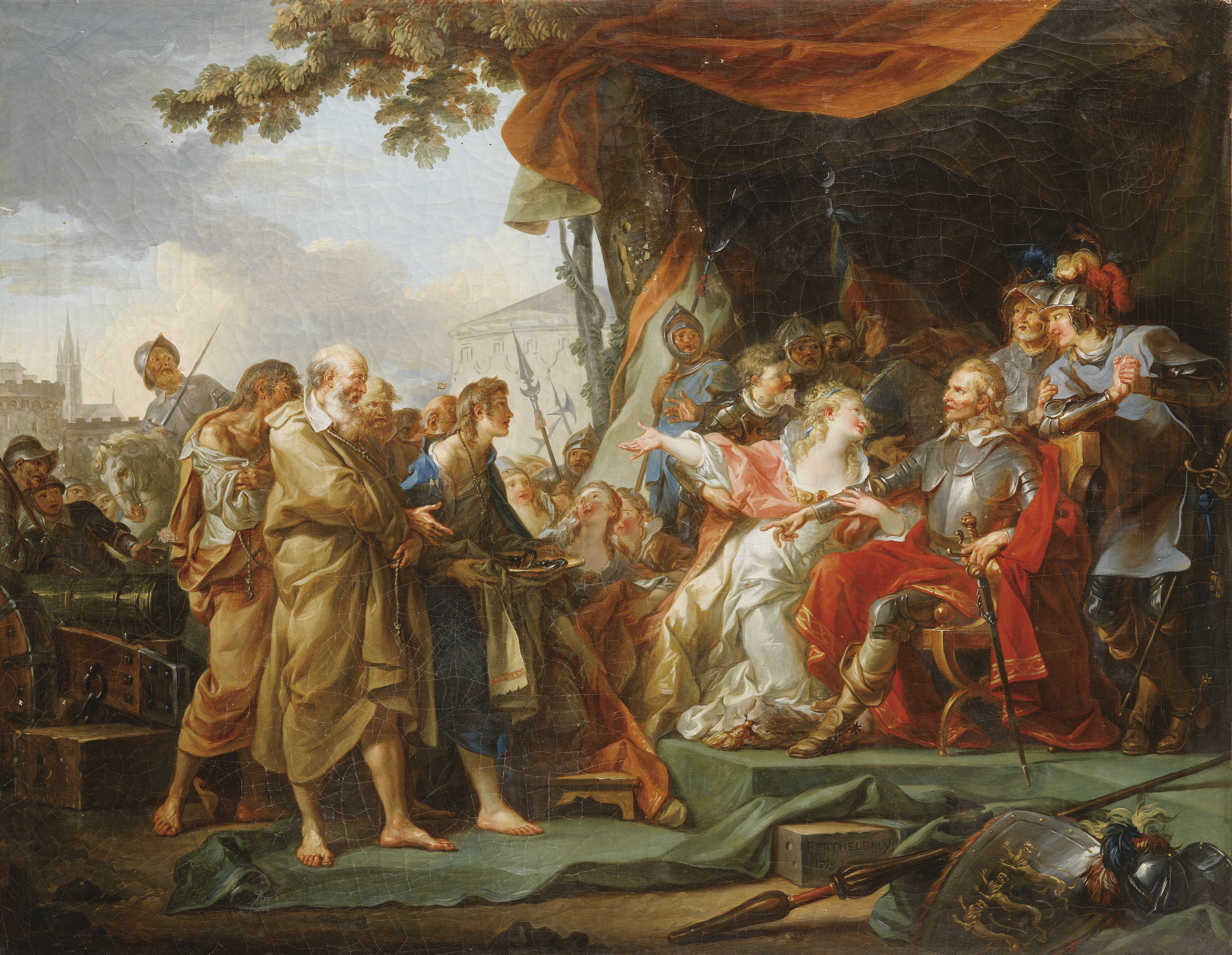
Burghezii din Calais
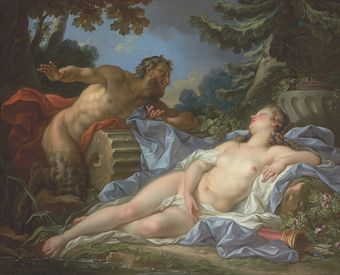
Jupiter și Antiope